# Oregon Route 331
Az Oregon Route 331 (OR-331) egy oregoni állami országút, amely észak–déli irányban az Interstate 84 missioni csomópontjától a 11-es út La Grandé-i elágazásáig halad.
A szakasz Umatilla Mission Highway No. 331 néven is ismert.

## Leírás
Az útvonal az Interstate 84 214-es Milton–Freewater-i és Walla Wallai-i lehajtójánál indul. Északi vonalvezetéssel először Walla Wallán halad át, majd a gibboni kereszteződés után Missionba érkezik, ahol egy vasúti átjáró után elhalad az Umatilla-folyó felett. A szakasz egy nyugati- és egy keleti irányú dupla kanyar után Riverside-tól északkeletre, a 11-es út elágazásánál ér véget.